# Јужни чипкавац
Јужни чипкавац (лат. Euchloe ausonia) врста је лептира из породице белаца (лат. Pieridae).

## Опис врсте
Шаре на крилима су карактеристичне за ову врсту, мада се на први поглед може помешати са женкама зорице.

## Распрострањење и станиште
У Србији је ретка пролећна врста која је налажена само у топлим камењарима. Насељава југоисточну Европу, углавном медитеранску врсту.

## Биљке хранитељке
Основна биљка хранитељка је Слачица (Sinapis arvensis).